# Серёгин, Сергей Николаевич
Сергей Николаевич Серёгин (24 апреля 1967, пос. Шварцевский, Тульская область — 14 июля 2023) — российский режиссёр-аниматор. Создатель фестиваля детской анимации «Жар-птица» в Новосибирске. Один из основателей сайта «Аниматор.ру».

## Биография
В 1991 году окончил МГУ имени Ломоносова с дипломом журналиста. В 1992—1994 работал на Новосибирском телевидении (ГТРК «Новосибирск») редактором, автором телепередач, режиссёром. Там же в 1993 году организовал курсы анимации и студию. В 1995 работал на «Союзмультфильме», в Школе-студии «ШАР», с 1996 — в кинокомпании «Мастер-Фильм». Выступал как режиссёр документальных фильмов. С 2004 года — Президент Открытого всероссийского мастер-класс-фестиваля детского мультипликационного кино «Жар-Птица» (Новосибирск).
Скончался 14 июля 2023 года Прощание состоялось 19 июля. Был похоронен на Шереметьевском кладбище в Долгопрудном.

## Фильмография

### Мультфильмы
- «Лукоморье. Няня» (2000)
- «Ключи от времени» (2004)
- «День рождения Алисы» (2009)
- «Белолобый» (2010)
- «Тайна Сухаревой башни» (2010)
- «Чародей равновесия. Тайна Сухаревой башни» (2015)

### Документальные фильмы
- «Михаил Цехановский. Драматическая графика» (1995)
- «Фёдор Хитрук. Профессия — аниматор» (1999)
- «Тайны мастеров. Технология рисованной анимации» (2001)
- «Оружие России. Пятое поколение» (2002)
- «Внук шамана» (2003)
- «Ближе к небу» (2005)

### Игровые фильмы
- «Анимация» (2020)

## Награды
- «Лукоморье. Няня» — призы[3] :
  - Гран-при фестиваля «Анимаевка», Могилёв, 2000;
  - Приз фестиваля «Дебют-Кинотавр», 2000;
  - Приз фестиваля «Аниграф», 2000.
  - Специальный приз жюри VII кинофестиваля «Литература и кино», Гатчина, 2001.[4]
- «Ключи от времени» :
  - 2е место в конкурсе анимационных фильмов фестиваля «Орлёнок», 2004;
  - Приз фестиваля «Сказка», 2004;
  - Приз «За воспитание в детях ответственности за ближнего своего» XIV Международного Кинофорума «Золотой Витязь».[5]
- «День рождения Алисы»
  - 1-е место среди полнометражных мультфильмов — 13 Фестиваль визуальных искусств во всероссийском детском центре «Орленок»[6]
- «Тайна Сухаревой башни»
  - Диплом жюри «За интересный выбор темы для сериала» 16-го Открытого Российского фестиваля в Суздале[7]
- «Тайна Сухаревой башни. Чародей равновесия»
  - Лучший фильм в номинации «Анимационное кино» на XIX Всероссийском фестивале визуальных искусств в Орлёнке.[8]